# Жмак, Валерий Георгиевич
Вале́рий Гео́ргиевич Жмак (р. в 1961 г)  — российский писатель, работающий в жанрах исторического детектива и остросюжетного боевика. Автор повестей и романов, вышедших в московском издательстве ЭКСМО, а также многих рассказов, напечатанных в сборниках и журналах России, Украины, Израиля, США.
Родился в небольшом волжском городе Жигулёвск, затем переехал с родителями в Саратов. После школы поступил в Сызранское высшее военное авиационное училище лётчиков, окончив которое в 1982 году, был направлен на Тихоокеанский флот для прохождения службы в качестве лётчика морской авиации. Через семь лет попал под сокращение и перешел на работу в гражданскую авиацию.
Писать начал в конце девяностых, а первая книга увидела свет в 2002 году. С тех пор издано несколько повестей и около шестидесяти романов в сериях: Русский бестселлер, Спецназ, Спецназ ВДВ, ВВС, Морской спецназ, Тревожная весна 45-го. Послевоенный детектив.
Лауреат Национальной литературной премии "Золотое перо Руси" и многих других литературных премий. Член Союза писателей России, Российского союза писателей и Союза писателей Северной Америки.
Несколько произведений вышло под псевдонимами В.Рощин, С.Зверев, А.Волков и В.Шарапов. Работал в соавторстве с Александром Тамониковым и Николаем Прокудиным.